# Lago Hopatcong
Il lago Hopatcong, in inglese Lake Hopatcong, è il più grande dello stato del New Jersey, negli Stati Uniti.

Ha una superficie di circa 10 km2 e dista circa 65 km da New York. 
Il lago venne formato nel 1925 tramite il congiungimento di due piccoli stagni, il Great Pond e il Little Pond, con il fiume Musconetcong, che fu sbarrato con una diga. 
Si trova all'interno del "Lake Hopatcong State Park", amministrato dallo stato del New Jersey.
Noto storicamente come meta di vacanze, attualmente è per lo più un'area residenziale suburbana.
Lungo le sue coste vi sono numerosi ristoranti e bar, alcuni dei quali sono direttamente accessibili dal lago con imbarcazioni.